# Michael Ranseder

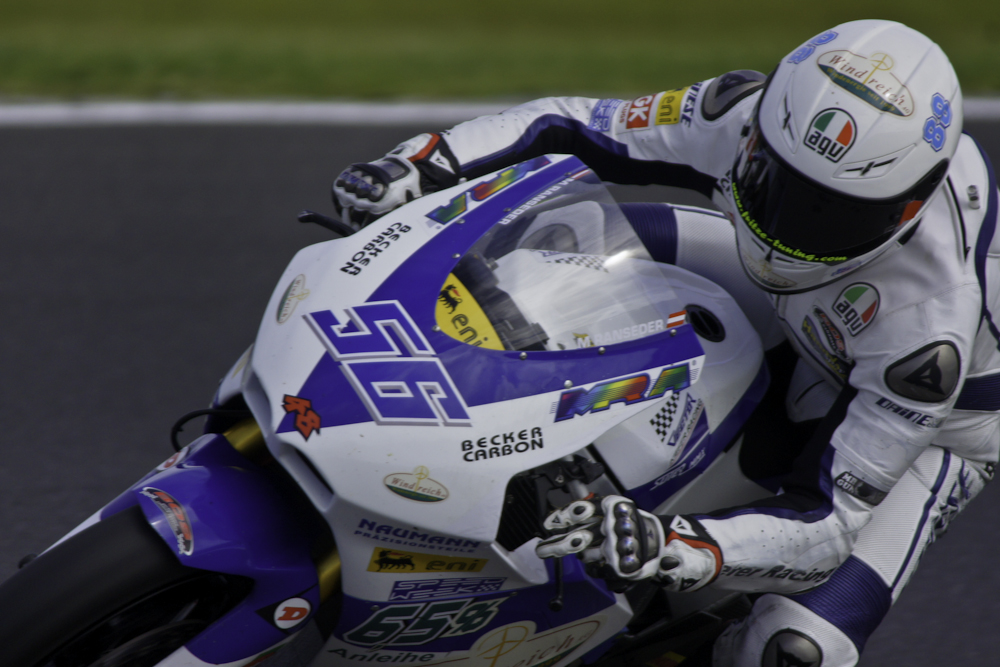
Michael Ranseder im Moto2-Rennen auf Phillip Island 2010

Michael „Michi“ Ranseder (* 7. April 1986 in Antiesenhofen, Oberösterreich) ist ein österreichischer Motorradrennfahrer.

## Karriere
Ranseder begann seine Motorsportlaufbahn 1993 im Motocross. 1997 wurde er Österreichischer Meister in der Klasse bis 60 cm³. 2002 stieg er in den Straßenrennsport um und wurde im ADAC Junior Cup hinter Sascha Haller auf Anhieb Vizemeister. Im folgenden Jahr wechselte er in die Deutsche Motorrad-Straßenmeisterschaft und erreichte den sechsten Gesamtplatz in der Klasse bis 125 cm³. 2004 wurde er in jener Klasse auf KTM Deutscher Meister. Zudem nahm er mit einer Wildcard für Red Bull KTM an zwei Rennen der FIM-Motorrad-Weltmeisterschaft in der Klasse bis 125 cm³ teil. In der Saison 2005 konnte Ranseder nach vier Wildcard-Einsätzen seine ersten WM-Zähler verbuchen. Im selben Jahr wurde er mit einem Punkt Rückstand auf seinen Teamkollegen Stefan Bradl Deutscher Vize-Meister in der 125er-Klasse.
2006 bestritt Michael Ranseder seine erste komplette Saison in der Weltmeisterschaft. Nach der Kündigung seitens KTM startete er in der Saison 2007, die er mit 73 Punkten als Gesamt-Zwölfter abschloss, für das finnische Team Ajo Motorsport auf einer 125er Derbi. Die Saison 2008 bestritt Ranseder auf einer Aprilia im italienischen Team von Fiorenzo Caponera. Die Saison 2009 nahm Ranseder beim neu formierten Team Haojue in der 125er-Klasse in Angriff. Da der Hersteller ab dem Frankreich-Grand-Prix aber sein Team zurückzog, startete der Österreicher ab dem Großen Preis von Deutschland für seinen neuen Arbeitgeber, das Team CBC Corse aus Italien.
Bei seinen 69 Starts in der Motorrad-WM gelangen Michael Ranseder 120 Punkte und eine Schnellste Rennrunde.
Im Jahr 2010 wechselte er zurück in die Internationale Deutsche Meisterschaft und wurde auf Yamaha hinter dem Australier Damian Cudlin Vize-Meister in der Supersport-Klasse. Im folgenden Jahr stieg er in die Superbike-Klasse auf und ging mit einer BMW an den Start. Mit seinem Team Fritze Tuning Lietz Sport konnte Ranseder 2011 und 2012 erneut den Vize-Titel einfahren. Im ersten Jahr musste er sich auf BMW S 1000 RR seinem Landsmann Martin Bauer geschlagen geben, 2012 scheiterte er knapp am Franzosen Erwan Nigon. Zur Saison 2013 wechselte Ranseder in das Honda Holzhauer Racing Promotion Team und wurde auf einer Honda CBR 1000 RR zum dritten Mal infolge Vize-Meister in dieser Klasse – diesmal deutlich geschlagen von Markus Reiterberger.

## Statistik

### Erfolge
- 2004 – Deutscher 125-cm³-Meister auf KTM

### In der Motorrad-Weltmeisterschaft
| Saison | Klasse  | Motorrad | Rennen | Siege | Podien | Poles | Punkte | Ergebnis |
| ------ | ------- | -------- | ------ | ----- | ------ | ----- | ------ | -------- |
| 2004   | 125 cm³ | KTM      | 2      | –     | –      | –     | 0      | –        |
| 2005   | 125 cm³ | KTM      | 4      | –     | –      | –     | 12     | 25.      |
| 2006   | 125 cm³ | KTM      | 15     | –     | –      | –     | 0      | –        |
| 2007   | 125 cm³ | Derbi    | 17     | –     | –      | –     | 73     | 12.      |
| 2008   | 125 cm³ | Aprilia  | 14     | –     | –      | –     | 22     | 23.      |
| 2009   | 125 cm³ | Aprilia  | 10     | –     | –      | –     | 9      | 25.      |
| 2010   | Moto2   | Suter    | 7      | –     | –      | –     | 4      | 35.      |
| Gesamt | Gesamt  | Gesamt   | 69     | 0     | 0      | 0     | 120    |          |